# Tôm càng đỏ
Tôm càng đỏ (Danh pháp khoa học: Cherax quadricarinatus), còn được biết đến với tên gọi như Tôm càng Úc hay Tôm càng đỏ Queensland hay là tôm càng xanh nhiệt đới hay tôm càng xanh nước ngọt) làm một loài tôm càng nước ngọt của nước Úc. Nó được xem là loài xâm lấn và đã thiết lập được các quần thể hoang dã tại Nam Phi, Mexico, Jamaica, Puerto Rico, Indonesia, Zambia và Singapore.. Chúng được xếp vào nhóm Tôm hùm đất (Crayfish).

## Đặc điểm
Chúng là một loài tôm nhiệt đới, có màu xanh sẫm và nâu đỏ, đầu và ngực được vỏ che kín, bụng có 6 đốt, đuôi hình cánh quạt xoè ra thành 5 phần và có 5 cặp chân khoẻ để đào hang. Đôi mắt kép nên thị giác rất tốt, hai cặp hàm rất khoẻ với ba cặp chân ở hàm dùng để đưa thức ăn vào miệng. Khi bị đe doạ, chúng có thể chạy giật lùi cực nhanh bằng cách búng mạnh gai đuôi ở cuối bụng. Loài tôm này di chuyển nhanh dưới đáy ao hồ, sông suối, ưa đào hang, có khả năng sinh sản nhanh chóng và chống chịu trước biến động môi trường. Với đôi càng màu đỏ to khỏe, chúng có thể cắt ngang thân lúa cứng, ăn tất cả loại búp cây non, thậm chí cả tôm, cá nhỏ. Chúng ăn tất cả thủy sinh, cạnh tranh nguồn thức ăn với sinh vật bản địa. Trong mùa sinh sản, tôm cái tiết ra một chất dẫn dụ tôm đực gọi là pheromone rồi con đực dùng cặp chân bụng đầu tiên để rót tinh trùng vào một chiếc túi trên cơ thể tôm cái, tôm cái có thể sinh ra 300 đến 800 trứng một lần, tôm non thường nở ra vào mùa xuân.

## Tác động
Trung Quốc phải đối phó với nạn tôm hùm đất phát triển dọc sông Trường Giang. Ở Việt Nam, loài này được nhập về qua đường tiểu ngạch từ Trung Quốc. Nếu loài phát tán ra đồng ruộng Việt Nam sẽ nguy hại hơn ốc bươu vàng, làm lây lan mầm bệnh nấm tôm, virus gây bệnh đốm trắng gây thiệt hại nặng nề cho các đầm nuôi tôm. Những loài tôm, cá đặc trưng của Việt Nam có thể biến mất khi tôm hùm đất xâm lấn.
Chúng từng được nuôi thử nghiệm tại tỉnh Phú Thọ năm 2012. Tôm hùm đất đã được đưa vào danh mục sinh vật ngoại lai cấm nhập khẩu, phát triển từ năm 2013. Sau đó xác định đây là loài ngoại lai nguy hại, các nhà khoa học đề nghị không nhân giống phát triển, nếu không ngăn chặn kịp thời, tôm hùm đất sẽ trở thành "đại họa" cho nền nông nghiệp và hệ sinh thái. Việc kiểm soát tôm hùm đất gặp khó khăn.